# Сучасне фентезі
Сучасне фентезі — піджанр фентезі, дія якого відбувається в наш час. Мабуть, він найпопулярніший завдяки своєму піджанру міського фентезі. Кілька авторів зазначають, що в сучасному фентезі магічні або фантастичні елементи є окремими або таємними від буденного світу.

## Визначення та огляд
Цей термін використовується для опису історій, які відбуваються в передбачуваному реальному світі (часто називають консенсусною реальністю) у сучасності, в якому існують магія та магічні істоти, але їх зазвичай не бачать або не розуміють як таких, або живуть у проміжках нашого світу, або з'являються з альтернативних світів.
Френсіс Сінклер, визначаючи, що називати фентезі, дія якого відбувається в нашому відомому світі, протиставляє сучасне фентезі магічному реалізму. Вона зазначає, що в сучасному фентезі магічні елементи часто тримаються в таємниці від більшості людей, і відзначає кількість молодіжного фентезі в цьому піджанрі. Навпаки, Сінклер зазначає, що в магічному реалізмі «неможливе може статися без коментарів», а зв'язок між читачем і оповідачем може бути міцнішим.
Брайан Стейблфорд намагається дати вузьке визначення жанру, виключаючи порталне фентезі та фентезі, «в якому магічна сутність є явною аномалією». Він приходить до визначення фентезі у повсякденному світі, яке часто включає «складну таємну історію». Він зазначає, що більшість сучасного фентезі відбувається в сільській місцевості, але також відзначає піджанр міського фентезі, і що якдитяча і літературна фантастика часто підпадають під цей жанр.
Енциклопедія фентезі так само припускає, що повсякденне та фантастичне протиставляються в жанрі. Визначення Енциклопедії включає «портальне фентезі, в якому відбувається перехід між двома сферами», а також кілька інших піджанрів; він цитує Лілу-перевертня Пітера С. Біґла як класику цього типу. Тут також зазначається, що в багатьох сучасних фантазіях фантастичне «колонізує» буденний дім. Ґреґ Бехтель погоджується з Енциклопедією, кажучи, що піджанр «виразно зображує зіткнення сучасного світу зі світом магії та духів». Він відзначає різницю між цим жанром і магічним реалізмом, віддаючи належне Ґрір Вотсон, але каже, що це може бути збігання.
Гжегож Требіцький описує «сучасні» фентезійні твори, «розташовані в нашому „первинному“ світі, в якому текстова реальність збагачена різноманітними фантастичними елементами, зазвичай запозиченими з окремих міфологій чи народних традицій». Він каже, що такі твори зазвичай керуються жанровими умовностями, відмінними від міфічних архетипів.
Цей термін також прирівнюють до «паранормальних фентезі» через частоту «паранормальних персонажів (перевертнів, вампірів, чарівників, фей тощо».

## Стиль
У своїй передмові до «Тої огидної сили», однієї з попередніх робіт, що належать до цього піджанру, К. С. Льюїс пояснив, чому, коли писав казку про «чарівників, дияволів, тварин-пантомім і планетарних ангелів», він вирішив почати її з детального опису вузькопрофільна академічна політика в провінційному англійському університеті та схеми нечестивих забудовників:
|  | Я йду за традиційною казкою. Ми не завжди помічаємо її метод, тому що будиночки, замки, дроворуби і дрібні королі, з яких починається казка, стали для нас такими ж далекими, як відьми і людожери, до яких вона продовжується. Але вони зовсім не були далекими для людей, які першими створювали казки і насолоджувалися ними. |

Те саме стосується багатьох пізніших творів цього жанру, які часто починаються з, здавалося б, звичайної сцени сучасного повсякденного життя, щоб потім розкрити надприродні та магічні істоти та події, приховані за кадром.
В аналізі релігії в сучасному фентезі Сільвія Келсо відзначає «ринковий зсув» від високого фентезі до сучасного фентезі, також пояснюючи, що «паранормальні» піджанри відгалужуються від сучасного фентезі, особливо ті, що зосереджені на вампірах і перевертнях. Келсо зазначає, що сучасне фентезі більш охоче малює релігійні теми, ніж високе фентезі. На це вплинула його відкритість для вампірів та інших традиційно злих надприродних істот, що спонукає письменників використовувати християнство для створення лиходіїв, таких як демони. Однак інші книги та серіали спираються на інші релігії та традиції.

## Зв'язок з іншими піджанрами
Романи, в яких сучасні персонажі подорожують в інші світи, і всі магічні дії відбуваються там (за винятком порталу, необхідного для їх транспортування), не вважаються сучасним фентезі. Крім того, сучасне фентезі, як правило, відрізняється від фантастики жахів, яка поєднує сучасну обстановку та фантастичні елементи за загальним тоном, підкреслюючи радість чи подив, а не страх чи страх.
Жанри сучасного фентезі та низького фентезі можуть збігатися, оскільки дія обох відбувається в реальному світі. Однак є відмінності. Низьке фентезі відбуваються в реальному світі, але не обов'язково в сучасній епосі, і в цьому випадку вони не будуть сучасним фентезі.
Зміст між сучасним фентезі та міським фентезі значно збігається.

## Приклади
Приклади згруповано за авторами, упорядкованими за першим роком публікації в жанрі.
- Окультні трилери Чарльза Вільямса, 1930—1945[3]
- Ця жахлива сила К. С. Льюїса, 1945
- Ліла-перевертень Пітера С. Біґла, 1969[3]
- Романи Тома Роббінса 1971—2009[2]
- Маленький, великий Джона Кровлі, 1981[2]
- Життя в ефірі Патриції Гірі, 1982[2]
- Місячне серце, 1984, і Дівчина-Цибуля, 2001, а також решта серії Ньюфорд Чарльза де Лінта, 1990—2009[10]
- Балакун Террі Біссона, 1986[2]
- Війна за дуби Емми Булл, 1987[3]
- Коротка проза Люціуса Шепарда[3]
- Небудь-де, 1996, та графічні романи Ніла Ґеймана[10][3]
- Відьма з рідкісного відьомства Ненсі Спрінгер, 1988[11]
- Небезпечні ангели Франчески Ліа Блок, 1989[10]
- Нитка, яка зв'язує кістки Ніни Кірікі Гофман, 1993[2]
- Збуджуючи місяць Елізабет Генд, 1994[3]
- Лісова дружина Террі Віндлінґ, 1996[10]
- Сьоме серце Марини Фітч, 1997[2]
- Серія про Гаррі Поттера Джоан Роулінг, 1997—2007[2]
- Щурячий король Чайна М'євіля, 1998[10]
- Темні міста під землею, Лізи Ґолдштейн, 1999[10]
- Дракони Куягоги, С. Ендрю Сванн, 2001[2]
- Десятина: сучасна казка Голлі Блек, 2002[10]
- Саммерленд, Майкла Чабона, 2002[2]
- Літня країна, Джеймса А. Гетлі, 2002[2]
- Сад Ганни, Мідорі Снайдер, 2004[10]
- Чарівники та його продовження, Лева Ґроссмана, 2009—2014[12]
- Книга героїв Міюкі Міябе, 2009[6]

## Інше використання
Камілла Бекон-Сміт використовує цей термін для опису фантастичних історій, дія яких відбувається в той час, коли вони були написані, і наводить як приклади роман Едварда Лавкрафта та Фріца Лейбера «Зачаклуй дружину» . Вона заявляє, що сучасне фентезі належить до готичної традиції «Дракули» Брема Стокера та «Падіння дому Ашерів» По, зазначаючи також, що «сучасне фентезі є частиною жанру з самого початку».

## Загальні довідники
- Martin Horstkotte, The postmodern fantastic in contemporary British fiction. WVT, Trier 2004, ISBN 3-88476-679-1
- Lance Olsen, Ellipse of uncertainty: an introduction to postmodern fantasy. Greenwood Press, Westport 1987, ISBN 0-313-25511-3